# 42nd Street station (IRT Sixth Avenue Line)
42nd Street fue una estación en la demolida línea IRT Sixth Avenue en Manhattan, Nueva York. Tenía 2 pistas y dos plataformas laterales. Era servida por trenes de la línea IRT Sixth Avenue y estaba ubicado cerca de sitios como la sede de la Biblioteca Pública de Nueva York, Bryant Park y el Hipódromo de Nueva York. La estación abrió el 5 de junio de 1878 y cerró el 4 de diciembre de 1938. La siguiente parada en dirección sur fue 38th Streety la siguiente parada en dirección norte fue 50th Street. Dos años más tarde, las necesidades de tránsito rápido de la intersección fueron reemplazadas por las plataformas de la línea IND Sixth Avenue del complejo de estaciones de metro 42nd Street–Bryant Park/Fifth Avenue.